# Zegujani, Mehedinți
Zegujani este un sat în comuna Florești din județul Mehedinți, Oltenia, România.

## Personalități
- Cornel Burtică (1931 - 2013), om politic comunist, diplomat

## Vezi și
- Biserica „Sf. Nicolae” din Zegujani